# Albert Wander (Unternehmer)

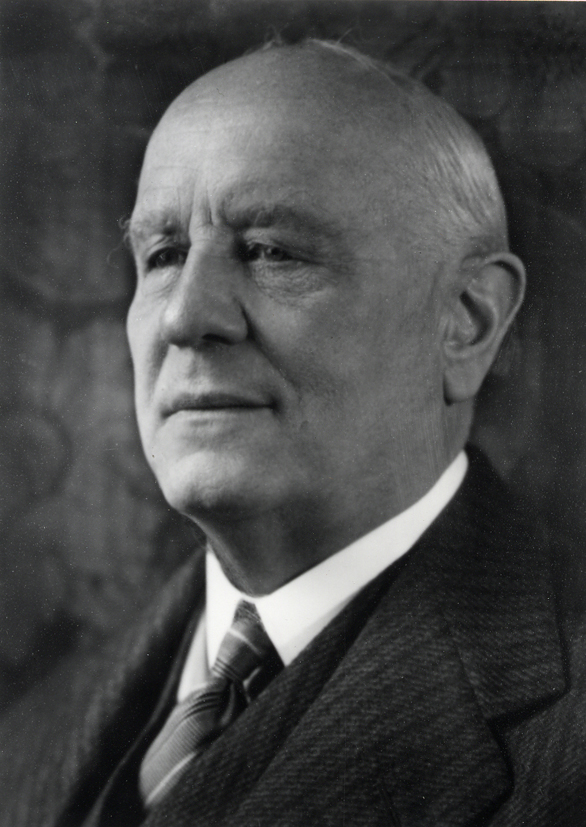
Albert Wander

Albert Wander (* 18. Juli 1867 in Bern; † 22. November 1950 in Lugano; heimatberechtigt in Bern) war ein Schweizer Chemiker, Apotheker und Unternehmer.

## Leben und Werk
Albert Wander war der älteste Sohn des aus Osthofen in Rheinhessen stammenden Georg Wander und der Anna Maria Katharina, geborene Webel. Nach Praktika in Apotheken in Nyon und Zürich studierte er an den Universitäten von Bern, Zürich und Genf Pharmazie, Chemie und Medizin. Es folgten Aufenthalte an Universitäten in Dänemark, Italien und England. Die Doktorwürde in Chemie erwarb Wander 1892 in Genf.

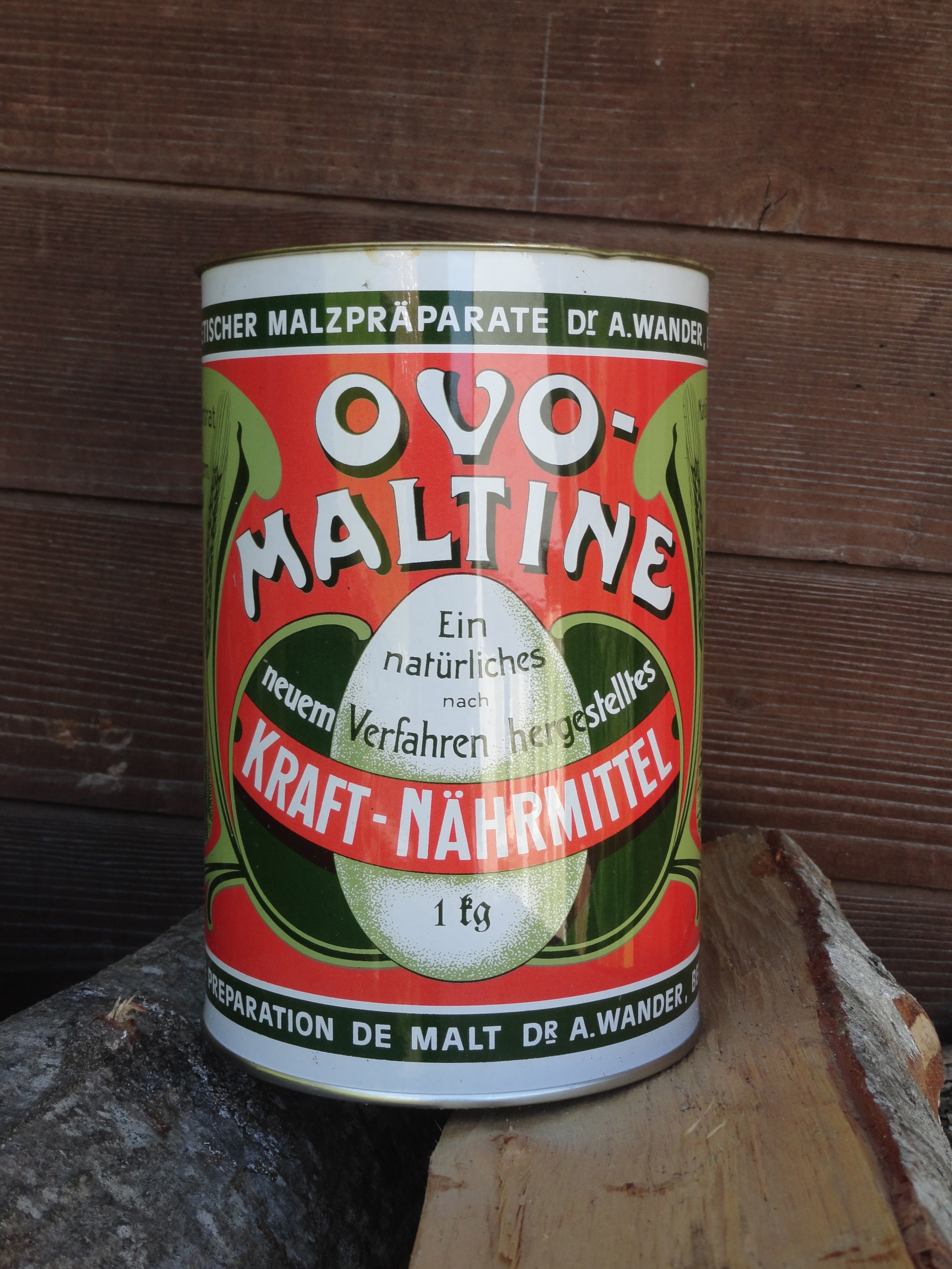
Das von Albert Wander und seinem Vater entwickelte Malzgetränk

1897 heiratete Wander die Französin Clémence Georgette Violeau. Als Nachfolger seines Vaters in dessen Firma entwickelte er diätetische Lebensmittel auf der Basis von Malz, u. a. 1904 die Ovomaltine, sowie pharmazeutische Produkte wie das 1921 mit dem vom Leiter des wissenschaftlichen Laboratoriums Otto Adolf Oesterle erfundene Alucol, ein Magenmedikament. Die Firma Wander baute er zur AG und Holding aus. Die Fabrik für Diätetika (neben Ovomaltine etwa auch das Trockenmalzkonzentrat Davomalt bzw. Dawamalt) und pharmazeutische Präparate (etwa Aminacyl, Niconacid zur peripheren Vasodilatation und, unter anderem bei Magenentzündungen Palliacol) Dr. A. Wander GmbH war in Osthofen ansässig.
Die Universität Bern verlieh Albert Wander 1930 den Ehrendoktor für Medizin, die Universität Zürich 1940 den Ehrendoktor für Naturwissenschaften.